# جيمس آرثر أوكونور
جيمس آرثر أوكونور (بالإنجليزية: James Arthur O'Connor)‏ هو رسام أيرلندي، ولد في 1792 في دبلن في جمهورية أيرلندا، وتوفي في 7 يناير 1841 في Brompton, London ‏ في المملكة المتحدة.